# يحيى حسن وزيري
يحيى حسن وزيري مهندس معماري مصري، رئيس ومدير دار الفن الإسلامي للعمارة.

## الشهادات والمؤهلات العلمية
- دكتوراه وماجستير في العمارة البيئية.
- دبلوم الموارد الطبيعية.
- دبلوم الدراسات الإسلامية.
- مهندس استشاري في مجال التصميم الداخلي.
- خبير في مجال العمارة الإسلامية والبيئة ومباني المعوقين.
- أستاذ العمارة الإسلامية وخبير في مجال العمارة البيئية.

## اللجان العلمية
- شارك في أعمال المراجعة والصياغة النهائية في لجنة إعداد (كود) مباني المعوقين بمركز أبحاث البناء 2000 - 2001.
- إختارته منظمة المدن العربية 1991 ضمن اللجنة التي تضطلع بالترشيح للجوائز المعمارية للمنظمة.

## الجوائز
1. جائزة السلطان قابوس المعمارية عام 2002م من ديوان البلاط السلطاني.
2. الجائزة الأولى في مجال الإعجاز العلمي في القرآن الكريم عام 2005م من مجمع البحوث الإسلامية بالأزهر الشريف.
3. جائزة نادى الأهرام للكتاب لأفضل كتاب لعام 2006م من مؤسسة الأهرام المصرية.
4. جائزة العلوم الهندسية في مجال العمارة والتخطيط العمرانى لعام 2006م من أكاديمية البحث العلمي والتكنولوجيا.
5. الجائزة الأولى في مجال التأليف المعمارى لعام 2007م من منظمة العواصم والمدن الإسلامية.
6. جائزة البحث العلمي بمسابقة الأقصى الدولية لعام 2007م من وزارة الأوقاف الكويتية.
7. جائزة البحث العلمي قي مجال العمارة 2010م من منظمة العواصم والمدن الإسلامية.
8. جائزة العلوم الهندسية في مجال العمارة والتخطيط العمرانى لعام 2013م من أكاديمية البحث العلمي والتكنولوجيا.(للمرة الثانية).
9. جائزة أفضل مهندس معماري عربي عام 2017 م (منظمه المدن العربيه).
10. جائزة البحث العلمى 2024م من منظمة العواصم والمدن الاسلامية.

## مؤلفاته
1. خواطر الشيخ الشعراوي حول عمران المجتمع الإسلامي - جمع وتحليل، مكتبة التراث الإسلامي، 1990م.
2. التعمير في القرآن والسنة، 1992م.
3. المدخل إلى تصميم مباني المعوقين، 1996م.
4. موسوعة عناصر العمارة الإسلامية، أربعة مجلدات، مكتية مدبولي، 1999م.
5. تطبيقات على عمارة البيئة: التصميم الشمسي للفناء الداخلي، مكتبة مدبولي، 2002م.
6. التصميم المعماري الصديق للبيئة، مكتبة مدبولي، 2003م.
7. المجتمع وثقافة العمران، مؤسسة دار الشعب. اختير ضمن أفضل 40 كتابا لحفلان التوقيع في معرض مكتبة الإسكندرية الأول 2002م.
8. العمارة الإسلامية والبيئة، سلسلة عالم المعرفة، يونيو 2004.) (تم ترجمته إلى اللغة الفارسية).
9. التطور العمراني والتراث المعماري لمدينة القدس الشريف (الدار الثقافية للنشر- 2005م).
10. أم القرى.. خصوصية المكان والعمران (كتيب المجلة العربية (الرياض)- 2005م).
11. اعجاز القرآن الكريم في العمارة والعمران (مكتبة عالم الكتب- 2008م).
12. العمران والبنيان في منظور الإسلام (وزارة الأوقاف الكويتية-2008م).
13. اثبات توسط مكة المكرمة لليابسة..دراسة باستخدام القياسات وصور الأقمار الصناعية (الهيئة العالمية للاعجاز العلمي في القرآن والسنة- 2009). (تم ترجمته إلى الإنجليزية والفرنسية والاسبانية).
14. المسجد الأقصى أم الهيكل المزعوم (الهيئة العالمية للاعجاز العلمي في القرآن والسنة- 2009).
15. العمارة والفلك (عالم الكتب - القاهرة - 2013م)
16. المسلمون والآخر... وفاق أم شقاق (المجلس الأعلى للشئون الإسلامية بمص- 2013م).
17. فقه آيات الآفاق والأنفس (الهيئة العالمية للاعجاز العلمى في القرآن والسنة - 2015م)
18. هندسة البيئة والتلوث (كتاب تدريس جامعى - معهد هندسة وتكنولوجيا الطيران - 2016م)
19. الابداع المعمارى بين التجديد والتجريب (إدارة الثقافة بحكومة الشارقة- 2019م).
20. Courtyard solar design (Latvia- 2919)

نفذ فيلما تسجيليا عن العمارة بعنوان كرنفال العمارة المصرية.

## وصلات خارجية
- موقع ومجلة بناة
- صفحة الدكتور وزيرى الشخصية